# 1970年カンボジアクーデター
1970年カンボジアクーデター (クメール語: រដ្ឋប្រហារឆ្នាំ១៩៧០、フランス語: Coup d'État de 1970) は、3月17日のカンボジア国民議会での投票の後、カンボジアの国家元首であるノロドム・シハヌーク王子を解任し、その後実質的な国家元首となったロン・ノル首相によって緊急権限が行使され、その出来事が発端となったクーデターである。
最終的にはシソワト・コサマック女王の解任とその年の後半のクメール共和国の宣言につながった。これは一般に、カンボジア内戦の転換点と見なされている。
もはや君主制ではなく、クーデター後の 6 か月間、共和国が宣言されるまでの間、カンボジアは準公式に「État du Cambodge」(カンボジア国) と呼ばれていた。また、ロン・ノルが北ベトナム軍に最後通牒を発してカンボジアを去るようになったため、ベトナム戦争へのカンボジアの関与の変化を示した。

## 歴史
1954年のフランスからの独立以来、カンボジアは1955年の議会選挙で勝利した後もサンクム政治運動が権力を保持していたノロドム・シアヌーク王子によって率いられていた。 1960年のノロドム・スラマリット国王の死後、シハヌークはカンボジア国民議会に対し、彼を任期の定めのない国家元首とする憲法改正の承認を強要したが、シソワト・コサマク女王は単なる儀礼的な人物のままであった。彼は、政治的操作、脅迫、後援、および政府内の左翼と右翼の要素の慎重なバランスを組み合わせることで、国内の権力を維持していた。ナショナリストのレトリックで権利をなだめる一方で、彼は社会主義の言語の多くを流用して、カンボジアの共産主義運動を過小評価し、彼らをクメール・ルージュ (「赤いクメール」) と呼んだ。
第二次インドシナ戦争が激化するにつれて、シハヌークの左派と右派のバランスをとる行為は維持するのが難しくなった。国境を越えた米の密輸も、カンボジア経済に深刻な影響を与え始めた。1966年のカンボジア選挙では、各選挙区に1人の候補者を持つという政策が放棄された。特に左翼議員は、地元の影響力を利用できる伝統的なエリートのメンバーと直接競争しなければならなかったため、右翼への大きな揺れがあった 。政策内の何人かの共産主義者は立候補を選択したが、ほとんどの左派は決定的に敗北した。シハヌークの長年の仲間であった右派のロン・ノルが首相になった。
1969 年までに、ロン・ノルと右派はシハヌークに対する不満を募らせていた。その根拠の一部は経済的なものでしたが、政治的な考慮も含まれていました。特に、ロン・ノルと彼の仲間の民族主義的で反共産主義的な感性は、カンボジア国境内でのベトコンとベトナム人民軍(PAVN) の活動を半寛容にするシハヌークの政策が受け入れられないことを意味した。
シハヌークは 1963年から1966年にかけて左翼に転向した際、ハノイ市と秘密協定を結び、高騰した価格での米の購入を保証する代わりに、ベトコンへの武器輸送のためにシハヌークビル港を開いた。右派も同様にイン・タムが率いるサンクム内のリベラルな近代化要素であるナショナリストも、シハヌークの独裁的なスタイルによって疎外されていた。

## アメリカの関与
1969年、ロン・ノルが米軍施設に接近して、シアヌークに対するあらゆる行動に対する軍事的支持を測ったという証拠がある。
シアヌーク自身は、米国中央情報局(CIA)の支援を受け、亡命中のシアヌークの敵であるソン・ゴック・タインと連絡を取っていたシリク・マタクがロン・ノルにクーデター計画を提案したと考えていた。クーデター計画へのCIAの関与は証明されていないままであり、ヘンリー・キッシンジャーは後に、出来事が米国政府を驚かせるだろうと主張した。

## クーデターに反対するデモ
3月23日、シハヌークは北京放送経由でロン・ノルに対する総体的な蜂起を呼びかけた。シハヌークの帰還を求める大規模な民衆デモがコンポンチャム、タケオ州、カンポット州で始まった。コンポンチャムでのデモは特に暴力的になり3月26日に国会議員の2人、ソス・サウンとキム・フォンが交渉のために町まで車で行った後、デモ参加者によって殺害された。ロン・ノルの弟で警察官のロン・ニルも近くのトンレ・ベットの町で農園労働者に襲われ、殺害された。
デモはカンボジア軍によって極度の残虐行為で鎮圧された。数百人が死亡し、数千人が逮捕された。一部の目撃者は、武装していない民間人の群衆に対して戦車が使用されていると語った。

## 余波
クーデターの後、1970 年にクメール・ルージュの指導者ヌオン・チアの要請により、北ベトナム軍がカンボジアに侵攻した。何千人ものベトナム人がロン・ノルの反共産主義勢力によって殺害され、彼らの遺体はメコン川に投棄された。ベトナム人に対する攻撃は、すべてのベトナム人共産主義者がカンボジアを離れることをロン・ノルが要求した後に始まった。プノンペンの北ベトナム大使館はカンボジア人に荒らされた。
カンボジアにいる約45万人のベトナム人のうち、10万人が国を去り、別の20万人が南ベトナムに強制送還され、クーデターのわずか 5 か月後、ベトナム人の推定人口は14万人に減少した。これらの出来事は、クメール・ルージュと北ベトナムに対して、アメリカ合衆国空軍に支えられたロン・ノル政権を戦わせ、カンボジア内戦の始まりを示した。ロン・ノルは、クメール・ルージュが権力を掌握する直前の1975年にカンボジアから逃亡した。

## 参考
- 1997年カンボジアクーデター（英語版）

1. ↑  Path (2021), p. 134.